# Віс (Львів)
«Віс» Львів (Віс пол. Vis Lwów) — німецький спортивний клуб, що існував у Львові у 1923—1939 роках. 

## Історія
Футбольна секція спортового клубу ВІС заснована 1923 року німецькою громадою Львова. Сам клуб приєднався до Львівської окружної ліги після декількох товариських матчів у 1924 році. Восени 1925 року ВІС виграв Клас «C» Львівської окружної ліги, обігравши в плей-оф з рахунком 5:2 та 2:1 КС «Львів». Рік по тому стала чемпіоном у класі «B», але програла матчі плей-оф за вихід до Класу «А». Наприкінці 1920-х років львівський часопис «Ostdeutsche Volksblatt» писав про дедалі більше націоналістично мотивовану неспортивну поведінку з боку команд суперників, суддів та деяких глядачів. З цієї причини спортивний клуб ВІС вийшов із Польської футбольної асоціації у 1931 році і більше не грав у чемпіонаті проти польських команд. Після окупації міста Червоною армією у вересні 1939 року клуб припинив своє існування.